# Boxe aux Jeux sud-asiatiques de 2010
Les compétitions de boxe anglaise des Jeux sud-asiatiques de 2010 se sont déroulées du 5 au 8 février à Dacca, au Bangladesh, au Mohammad Ali Boxing Stadium. 

## Podiums
| Catégories                  | Or               | Argent              | Bronze                                 |
| Poids mi-mouches (-48 kg)   | Amandeep         | Mohammad Aref       | Nadir Mashiur Rahman                   |
| Poids mouches (-51 kg)      | Suranjoy Sing    | Muhammad Waseem     | Lexman Kinley                          |
| Poids coqs (-54 kg)         | Naimatullah      | Sigyel              | Kamal Sameera Nadim Hossain            |
| Poids plumes (-57 kg)       | Chhote Lal       | Faysal Mollah       | Saman Pryadarshana Siva Khwajah Khalid |
| Poids légers (-60 kg)       | Jewel Ahmed Jony | Ajit Gurung         | Mohammad Aziz Jayasundara              |
| Poids super-légers (-64 kg) | Abdur Rahim      | Sisira Kumarasinghe | Khwaza Fayaz Aamir Khan                |
| Poids welters (-69 kg)      |                  |                     |                                        |
| Poids moyens (-75 kg)       |                  |                     |                                        |
| Poids mi-lourds (-81 kg)    |                  |                     |                                        |
| Poids lourds (-91 kg)       |                  |                     |                                        |
| Poids super-lourds (+91 kg) |                  |                     |                                        |